# Base Jumpers
Base Jumpers est un jeu vidéo de plates-formes développé par Shadow Software et édité par Rasputin Software en 1995 sur Amiga et Amiga CD32.